# Ceylon op de Olympische Zomerspelen 1952
Ceylon, het huidige Sri Lanka, nam deel aan de Olympische Zomerspelen 1952 in Helsinki, Finland. In tegenstelling tot de eerste editie werd dit keer geen medaille gewonnen.

## Resultaten per onderdeel

### Atletiek
Hoogspringen
- Nagalingam Ethirveerasingam
  - Voorronde

### Schoonspringen
Mannen 3m plank
- Allan Smith
  - Voorronde — 55.00 punten (→ 31e plaats)

Argentinië · Australië · Bahama's · België · Bermuda · Birma · Brazilië · Brits-Guiana · Bulgarije · Canada · Ceylon · Chili · China · Cuba · Denemarken · Duitsland · Egypte · Filipijnen · Finland · Frankrijk · Goudkust · Griekenland · Groot-Brittannië · Guatemala · Hongarije · Hongkong · Ierland · IJsland · India · Indonesië · Iran · Israël · Italië · Jamaica · Japan · Joegoslavië · Libanon · Liechtenstein · Luxemburg · Mexico · Monaco · Nederland · Nederlandse Antillen · Nieuw-Zeeland · Nigeria · Noorwegen · Oostenrijk · Pakistan · Panama · Polen · Portugal · Puerto Rico · Roemenië · Saarland · Singapore ·  Sovjet-Unie · Spanje · Thailand · Trinidad en Tobago · Tsjecho-Slowakije · Turkije · Uruguay · Venezuela · Verenigde Staten · Vietnam · Zuid-Afrika · Zuid-Korea · Zweden · Zwitserland